# エブリパーティ
『エブリパーティ』（EVERY PARTY）は、2005年12月10日に発売された、ゲームリパブリック開発、マイクロソフト販売のXbox 360専用のパーティーゲームである。キャラクターデザインはさくらももこ。2006年11月2日にはプラチナコレクションとして再発売された。
マイクロソフトとミストウォーカーとハドソンが開発していたのを、終盤ゲームリパブリックが手伝う形で完成させた。不振だった売り上げ（初週641本）をネタにされているが、それに対し岡本吉起は「自分だけのせいにされるのは不本意」と語っている。

## 概要
プレイヤーは初めに行動する順番をルーレットで決めて、ゲーム開始となる。行動によってあがりまでの残りマス数、所持メダル、配置されているちからっ子、勝率を確認できる。所持できるルーレットは最初は2つだが、「ルーレットマス」、「?マス」、ミニゲームで勝つことにより手に入り、5枚まで所持可能。

## 登場キャラクター
ゲームモードとなる「わたしのへや」において「キャラクターずかん」で確認可能。また、「マイキャラ」の項目で作成したプレイヤーキャラを一部モードで使用できる。

### プレイヤーキャラクター
- さすけ
- こずえ
- しんご
- まり
- ごさく
- やすみ
- ピョン子
- ロンジ
- チョロ助
- ポリン

### 隠しキャラクター
以下、「おはなしすごろく」と「わいわいすごろく」で特定条件を満たすとプレイできる。